# Miguel Chacón
Miguel Chacón Díaz (Sabadell, 14 de enero de 1930 -  28 de julio de 2011) Fue un ciclista español, profesional entre 1952 y 1961, cuyos mayores éxitos deportivos los obtuvo en la Vuelta a España donde logró 2 victorias de etapa en la edición de 1957 lo que le permitió comandar la clasificación general de la prueba durante un día.

## Palmarés
1952
- 2.º en el Campeonato de España de Ciclocrós

1954
- 3.º en el Campeonato de España de Ciclocrós

1956
- G. P. Martorell

1957
- 2 etapas en la Vuelta a España
- Campeonato Vasco-Navarro de Montaña

1958
- Barcelona-Vilada

1960
- 3.º en el Campeonato de España de Ciclocrós